# Монастырь Святого Пантелеимона (Мирту)
Монасты́рь свято́го Пантеле́имона (греч. Ιερά Μονή Αγίου Παντελεήμονος) — недействующий монастырь Киренийской митрополии Кипрской православной церкви, расположенный в дереве Мирту (турецкое название Çamlıbel) в Северном Кипре.

## История
Письменных источников об основании монастыря не сохранилось. По преданию V веке сюда прибыли двое монахов с Малой Азии — Дорофей и Досифей. Они привезли с собой икону великомученика Пантелеимона, в которой хранились мощи (палец) святого. Первоначально была построена небольшая церковь и несколько келий.
Поклониться святому Пантелеймону приходило очень много народу. К 1600 году небольшое монашеское общежитие превратилось в крупный монастырь. Крестьяне, обрабатывающие принадлежащие монастырю многочисленные поля, селились поблизости. Так появилась деревня Мирту.
По словам посетившего эти места в 1735 году Василия Григоровича-Барского, в монастыре жили игумен и три инока, но поток страждущих к чудотворной иконе не иссякал. Богатые христиане жертвовали деньги и имущество в благодарность за исцеления, что позволило в 1710 году возвести новый храм на месте более древней церкви.
С 1880 и до 1917 монастырь был временной резиденцией митрополита Киринийского. В 1889 году по распоряжению митрополита Хрисанфа (Иоаннидиса) в монастыре начинается масштабное строительство — возводятся здания справа и слева от храма, начинается ремонт церкви. Был построен акведук. В начале XX века в монастыре жило 10 монахов. Масштабные работы в монастыре завершилась в 1920-е годы.
Монастырь был популярным местом паломничества у малоазиатских греков, но после малоазиатской катастрофы и принудительного обмена населением между Грецией и Турцией приезжать сюда из Малой Азии стало некому. Процветавший монастырь начал постепенно приходить в упадок.
В 1950-х годах Синодом Кипрской православной церкви, было принято решение избавиться от части нерентабельного имущества. Монастырь был закрыт, а постройки бывшего монастыря стали ветшать.
Территория вокруг здесь стала ареной боевых действий в 1974 году после турецкого вторжения на Кипр. Мирту находился на возвышении нижнего перевала Киренийский гор. Во время прекращения огня в августе греческие и турецкие войска были на расстоянии 100 ярдов друг от друга, будучи разделёнными тонкой линией британских солдат.
После ухода греков монастырь был разграблен. Из монастырской ризницы усилиями заключённых в Мирте кое-что было спасено и теперь хранится в Киринейской митрополии.
27 июля 1976 года в тюрьме Северного Кипра скончался последний насельник Пантелеимновского монастыря Софроний (Михаилидис).
В 1976 году в монастырских постройках разместилась турецкая воинскую часть. В связи с этим доступ паломникам в монастырь был закрыт. В 2004 году турки покинули его по причине аварийного состояния.
В 2010 году Международный совет по сохранению памятников и достопримечательных мест объявил о разработке плана реконструкции обители. К тому времени сохранившиеся постройки находились в очень плохом состоянии и грозили обрушением. Территория бывшего монастыря заросла чертополохом и другой колючей травой.
Комиссия ООН по культурному наследию приняла решение о восстановлении монастыря, поскольку до 1974 года он являлся самым важным местом паломничества на Кипре. Стоимость первого этапа работ была оценена в 900000 евро, а общая сумма восстановления — примерно в 2 млн евро. Работы по восстановлению запланированы на осень 2015 года.